# Центр международного частного предпринимательства
Центр международного частного предпринимательства (англ. Center for International Private Enterprise, CIPE) — негосударственная исследовательская организация в США, один из четырёх основных институтов Национального фонда демократии и один из филиалов Торговой палаты США.

## История
Основан президентом Рейганом в 1983 году в Вашингтоне (округ Колумбия). Основная цель — поддерживать демократию и укреплять частный сектор посредством рыночных реформ и создания равных экономических возможностей. Как сообщается на официальном сайте: сильный частный сектор нуждается в процветающей демократии, экономическая и политическая свобода связаны между собой.
В трудовой этике и миссии центр декларирует такие принципы: честность, уважение и мастерство. Основная роль — оказывать поддержку локальным организациям во всём мире, которые строят демократию путём развития частного предпринимательства. Центр работает в таких направлениях:
- Антикоррупция и этика (антикоррупционные программы[4] действуют в Балканском регионе, странах Африки, Украине, Египте, Камбодже, Таиланде).
- Бизнес-защита (поддержка и защита бизнеса в таких странах — Украина, Афганистан, Буркина-Фасо, Египет, Аргентина, Алжир, Палестина, Иордания, Молдова).
- Центры повышения квалификации (Центр по борьбе с коррупцией[5] и Центр расширения экономических прав и возможностей женщин[6]).
- Демократическое управление (программы по повышению прозрачности в государственном и частном секторе действуют в Кении, Центральной и Восточной Европе, Буркина-Фасо, Парагвае, регионах Азии, Филиппинах, Камбодже, Колумбии, Пакистане, Гане, Непале, Нигерии)[7].
- Корпоративные экосистемы.
- Упрощение процедур торговли.

## Деятельность Центра
CIPE финансируется следующими организациями: Национальный фонд демократии, Агентство международного развития США, Мировой банк. Также участие в финансировании принимают коммерческие организации, фонды и частные лица. Центр создал сеть из 130 организаций в 50 странах. С ним сотрудничают торговые палаты, федерации работодателей, группы предпринимателей, торговые ассоциации, исследовательские центры и бизнес-организации. 

### Программы в России
С 1995 года сотрудничает с Торгово-промышленной палатой России, выделяет гранты для предпринимателей, в том числе, стажировка руководителей в США. В 1997-1998 созданы консультационные центры в России, в  2002-2011 CIPE создал 17 коалиций в регионах, которые объединили более 200 бизнес-организаций и НКО. С 2011 года Национальный фонд демократии и подчинённые организации перестали публиковать списки грантополучателей в России открыто, зато объём средств для грантов против коррупции. что относится непосредственно к деятельности CIPE, с 2011 по 2014 годы возрос на 400 тысяч долларов в год и составлял 1,6 миллионов долларов. Среди бизнес-проектов CIPE обучает и консультирует российских грантополучателей также по вопросам поддержки и укрепления демократии.

## Руководство
- Грегори Лебедев председатель CIPE и старший советник президента Торговой палаты США, бывший генеральный инспектор Министерства обороны при Джордже Буше-старшем[15].
- Томас Донохью (1938 года рождения), президент CIPE, исполнительный директор Торговой палаты США, основатель Института правовой реформы США, бывший президент Американской ассоциации грузоперевозок[16].
- Мирон А. Бриллиант — исполнительный директор CIPE, глава отдела международных отношений Торговой палаты США[17].